# Aude Thirion
Pour les articles homonymes, voir Thirion.
Aude Thirion est une actrice française.
Elle est surtout connue pour son rôle dans la série télévisée Mes pires potes.

## Filmographie
- 1994 : La Machine de François Dupeyron : une infirmière
- 1999 : Tout baigne ! de Éric Civanyan : Huguette
- 2000 : Mes pires potes (série TV) : Valérie
- 2001 : Inch'Allah dimanche de Yamina Benguigui : l'épicière
- 2003 : Avocats et Associés (saison 6, épisode 6) : Élise Choquet
- 2003 : La Bastide bleue : Laure Rivière
- 2005 : Les Montana (saison 1) : Bercy
- 2006 : Les Tricheurs (hors saison, épisode 1) : la buraliste
- 2010 : Tête de turc de Pascal Elbé : une fonctionnaire police
- 2012 : Les Hommes à lunettes d'Éric Le Roch

## Théâtre
- 1994 : Tout baigne ! de Aude Thirion, Roland Marchisio, Eric Laborie, Pascal Elbé, Bob Martet, Marie-Isabelle Massot, mise en scène Jacques Décombe, Théâtre Grévin
- 1995 : Tout baigne ! de Aude Thirion, Roland Marchisio, Eric Laborie, Pascal Elbé, Bob Martet, Marie-Isabelle Massot, mise en scène Jacques Décombe, Théâtre du Splendid Saint-Martin
- 2011 : Mon meilleur copain d'Éric Assous, mise en scène Jean-Luc Moreau, Théâtre des Nouveautés
- 2017 : Comme à la maison de Bénédicte Fossey et Éric Romand, mise en scène Pierre Cassignard (metteur en scène)| Pierre Cassignard assisté de Pascale Bouillon, Théâtre de Paris, Salle Réjane dans le rôle de Gwénaëlle
- 2021 : N'ecoutez pas mesdames : Madeleine
- 2022 : Petaouchnok, pièce de Christian Dob créée à Paris, en 1992, à la comédie des Champs-Elysées, puis au théâtre de la Renaissance et pour finir au Palais des glaces après 350 représentations. Avec Aude Thirion, Thierry Benoist, Xavier Letourneur et Christian Dob.